# Inline-Speedskating-Europameisterschaften 2003
Die Europameisterschaften wurden im italienischen Padua und Abano Terme (Marathon) ausgetragen. Die Wettkämpfe fanden vom 26. Juli bis 2. August 2003 statt.

## Frauen
| Distanz              | Gold                                                      | Silber                                                     | Bronze                                               |
| Bahn                 | Bahn                                                      | Bahn                                                       | Bahn                                                 |
| -------------------- | --------------------------------------------------------- | ---------------------------------------------------------- | ---------------------------------------------------- |
| 300 m Einzelsprint   | Valentina Belloni                                         | Erika Zanetti                                              | Adelia Marra                                         |
| 500 m Sprint         | Erika Zanetti                                             | Valentina Belloni                                          | Estelle Flourens                                     |
| 1000 m Sprint        | Adelia Marra                                              | Simona Di Eugenio                                          | Sandra Gómez                                         |
| 10000 m Punkte       | Laura Lardani                                             | Nathalie Barbotin                                          | Sheila Herrero                                       |
| 15000 m Ausscheidung | Alessandra Susmeli                                        | Laura Lardani                                              | Nathalie Barbotin                                    |
| 5000 m Staffel       | Italien Simona Di Eugenio Alessandra Susmeli Adelia Marra | Frankreich Caroline Lagrée Nathalie Barbotin Caroline Boué | Spanien Nuria Torres Sandra Gómez Vanesa Samanes     |
| Straße               |                                                           |                                                            |                                                      |
| 200 m Einzelsprint   | Valentina Belloni                                         | Jana Gegner                                                | Erika Zanetti                                        |
| 500 m Sprint         | Valentina Belloni                                         | Britta Vantournhout                                        | Tina Strüver                                         |
| 5000 m Punkte        | Simona Di Eugenio                                         | Sandra Gómez                                               | Alessandra Susmeli                                   |
| 20000 m Ausscheidung | Adelia Marra                                              | Alessandra Susmeli                                         | Laura Lardani                                        |
| 10000 m Staffel      | Italien Alessandra Susmeli Adelia Marra Laura Lardani     | Belgien Britta Vantournhout Kirsten Geens Sofie Eyckerman  | Deutschland Jana Gegner Melanie Bayrhof Tina Strüver |
| Langstrecke          |                                                           |                                                            |                                                      |
| 42195 m Massenstart  | Alessandra Susmeli 1:10:43,1 − Weltrekord                 | Adelia Marra                                               | Simona Di Eugenio                                    |

## Männer
| Distanz              | Gold                                                    | Silber                                                    | Bronze                                               |
| Bahn                 | Bahn                                                    | Bahn                                                      | Bahn                                                 |
| -------------------- | ------------------------------------------------------- | --------------------------------------------------------- | ---------------------------------------------------- |
| 300 m Einzelsprint   | Gregorio Duggento                                       | Luca Saggiorato                                           | Julien Despaux                                       |
| 500 m Sprint         | Luca Saggiorato                                         | Wouter Hebbrecht                                          | Pierre Sohier                                        |
| 1000 m Sprint        | Luca Presti                                             | Luca Saggiorato                                           | Daniel Zschätzsch                                    |
| 10000 m Punkte       | Pierdavide Romani                                       | Garikoitz Lerga                                           | Matteo Amabili                                       |
| 15000 m Ausscheidung | Massimiliano Presti                                     | Pierdavide Romani                                         | Luca Presti                                          |
| 5000 m Staffel       | Frankreich Julien Despaux Lionel Maillard Pierre Sohier | Italien Pierdavide Romani Massimiliano Presti Luca Presti | Spanien Garikoitz Lerga Iván Posada Ronan Sánchez    |
| Straße               |                                                         |                                                           |                                                      |
| 200 m Einzelsprint   | Gregorio Duggento                                       | Luca Saggiorato                                           | Matthias Schwierz                                    |
| 500 m Sprint         | Claudio Lombardi                                        | Thomas Boucher                                            | Wouter Hebbrecht                                     |
| 5000 m Punkte        | Arnaud Gicquel                                          | Matteo Amabili                                            | Arjan Smit                                           |
| 20000 m Ausscheidung | Luca Presti                                             | Massimiliano Presti                                       | Garikoitz Lerga                                      |
| 10000 m Staffel      | Italien Luca Presti Pierdavide Romani Matteo Amabili    | Frankreich Franck Cardin Arnaud Gicquel Thomas Boucher    | Belgien Wouter Hebbrecht Ferre Spruyt Stijn Van Hove |
| Langstrecke          |                                                         |                                                           |                                                      |
| 42195 m Massenstart  | Roger Schneider 58:17,4 − Weltrekord                    | Franck Cardin                                             | Thomas Boucher                                       |